# Alexander Alexandrowitsch Tschuprow
Alexander Alexandrowitsch Tschuprow, russisch Алекса́ндр Александро́вич Чупро́в, englische Transkription Alexander Alexandrovich Chuprov, (* 18. Februar 1874 in Mossalsk; † 19. April 1926 in Genf) war ein russischer Mathematiker und Ökonom, der sich mit Wahrscheinlichkeitstheorie und Statistik befasste.

## Leben
Er war der Sohn von Alexander Iwanowitsch Tschuprow (1842–1908), der Professor für politische Ökonomie und Statistik an der Universität Moskau war und treibende Kraft hinter statistischen Erhebungen der russischen Lokalverwaltungen (er wird häufig mit seinem Sohn verwechselt). Tschuprow ging in Moskau zur Schule und studierte ab 1892 an der mathematisch-physikalischen Fakultät der Lomonossow-Universität, an der er 1896 seinen Abschluss machte (Dissertation: Die Wahrscheinlichkeitstheorie als Grundlage der theoretischen Statistik (Russisch) bei Pawel Alexejewitsch Nekrassow (1853–1924) ). Danach studierte er bis 1902 politische Ökonomie in Deutschland (Berlin, Straßburg) fort. 1901 wurde er in Straßburg bei Georg Friedrich Knapp promoviert (Die Feldgemeinschaft, eine morphologische Untersuchung). In Straßburg befreundete er sich mit dem Statistiker Ladislaus von Bortkiewicz, der dort kurze Zeit lehrte. Nach der Rückkehr lehrte er am Polytechnikum in St. Petersburg, an dem eine neue Wirtschaftsfakultät eröffnet worden war, bis 1917 Statistik. 1909 erschien sein Lehrbuch der Statistik, wofür er an der Universität Moskau den Doktorgrad erhielt.  Bei Ausbruch der russischen Revolution 1917 war er zu einem Forschungsaufenthalt in Stockholm und blieb dort, zunächst aus Krankheitsgründen. 1918 bot ihm die sowjetische Regierung die Leitung des zentralen statistischen Büros an, was er aber ausschlug. In Stockholm gab er 1917 bis 1919 eine von russischen Emigranten gegründete Zeitschrift über Weltwirtschaft heraus. Schon zuvor hatte er in Sankt Petersburg mit V. A. Rosenberg eine Zeitschrift herausgegeben, die dann von den Sowjets eingestellt wurde. Er veröffentlichte in Biometrika und in der schwedischen Zeitschrift für Versicherungswesen (Skandinavisk Aktuarietidskrift). 1920 zog er nach Dresden, wo er einige Jahre in relativer Isolation und ohne festes Einkommen intensiv wissenschaftlich arbeitete. 1924 wurde er Ehren-Fellow der Royal Statistical Society und wurde zu Gastvorlesungen nach Oslo eingeladen, woraus ein seinerzeit bekanntes Buch entstand.  und 1925 nahm er eine Stelle als Professor an der russischen Universität in Prag an (und unterstützte dort S. N. Prokopovich in der Herausgabe einer Wirtschafts-Zeitschrift, die dort 1925 bis 1928 in Russisch erschien), starb aber ein Jahr später, nachdem er auf der Versammlung des International Statistical Institute (in das er 1911 gewählt worden war) in Rom erkrankt war.

## Werk
Er arbeitete in Russland an einer wahrscheinlichkeitstheoretischen Grundlegung der Statistik auf dem Gesetz der großen Zahlen, auf der später Jewgeni Jewgenjewitsch Sluzki (mit dem er in den 1920er Jahren in Kontakt war) und andere russische Statistiker aufbauten. In diesem Zusammenhang ist seine Korrespondenz  mit Andrei Andrejewitsch Markow von Bedeutung, die nach der Veröffentlichung von Tschuprows Statistik-Lehrbuch 1909 begann. In St. Petersburg war Oskar Anderson sein Schüler sowie N. S. Tschetwerikow (1885–1973), R. I. Karpenko (1892–1976) und S. S. Kohn (1888–1933, auch Kon). In der Emigration nahm er einige Resultate von Jerzy Neyman vorweg, unter anderem eine Formel für die optimale Sammlung von Stichproben, abgeleitet über die Cauchy-Schwarz-Ungleichung. Das Resultat wurde üblicherweise Neyman zugeschrieben, der es 1934 wiederentdeckte aber Tschuprows Priorität 1952 anerkannte.
1917 war er korrespondierendes Mitglied der Russischen Akademie der Wissenschaften geworden.

## Schriften
- Themen in der Theorie der Statistik (Russisch), 1909
- On the Mathematical Expectation of the Moments of Frequency Distributions, Biometrika, Band 12, 1918, S. 140–169.
- On the Mathematical Expectation of the Moments of Frequency Distributions in the Case of Correlated Observations, Metron, Band 2, 1924, S. 461–493, 646–683.
- Grundbegriffe und Grundprobleme der Korrelationstheorie, 1925 (aus Vorlesungen in Oslo, russische Ausgabe 1925, englische Ausgabe Principles of the Mathematical Theory of Correlation, W. Hodge 1939)
- The Correspondence between A.A. Markov and A.A. Chuprov on the Theory of Probability and Mathematical Statistics, Hrsg. Kh.O. Ondar, Springer 1981